# Сандберг, Йёста
Йёста Сандберг (швед. Gösta Sandberg; 6 августа 1932, Книвста — 27 апреля 2006, Бромма, Стокгольм) — шведский футболист, играл на позиции нападающего. По завершении игровой карьеры — тренер. Лучший шведский футболист 1956 года. Также играл на профессиональном уровне в хоккей с шайбой и с мячом.

## Биография
В профессиональном футболе дебютировал в 1951 году, выступая за команду «Юргорден», цвета которой и защищал на протяжении всей своей карьеры, которая продолжалась 16 лет. Большую часть времени, проведённого в составе «Юргордена», был основным игроком атакующего звена команды.
В 1951 году дебютировал в официальных матчах в составе национальной сборной Швеции. В течение карьеры в национальной команде, которая длилась 11 лет, провёл в форме Швеции 52 матча, забив десять голов. Также провёл два матча за вторую сборную.
В составе сборной был участником футбольного турнира на Олимпийских играх 1952 года в Хельсинки, на котором шведы получили бронзовые олимпийские награды.
Начал тренерскую карьеру, ещё продолжая играть на поле, в 1959 году, возглавив тренерский штаб клуба «Броммапойкарна», проработал с этой командой до 1961 года, впоследствии снова возглавлял её в 1972—1978 годах.
Также в 1967—1971 годах и в 1979 году был главным тренером своего бывшего клуба «Юргордена».
В 1991 году он был признан лучшим игроком «Юргордена» столетия.
Скончался 27 апреля 2006 года на 74-м году жизни, возвращаясь домой после просмотра матча «Юргордена» против АИКа.